# 凱斯勒峰
83°37′S 167°50′E / 83.617°S 167.833°E
凱斯勒峰（Kessler Peak），是南極洲的山峰，位於沙克爾頓海岸，處於羅托蘭特山西南面7公里的倫諾克斯金冰川東面，屬於亞歷山德拉皇后山脈的一部分，海拔高度2,180米，現時由南極條約體系管理。